# Fontaine-lès-Cappy
Fontaine-lès-Cappy – miejscowość i gmina we Francji, w regionie Hauts-de-France, w departamencie Somma.
Według danych na rok 2011 gminę zamieszkiwało 48 osób, a gęstość zaludnienia wynosiła 14 osób/km² (wśród 2293 gmin Pikardii Fontaine-lès-Cappy plasuje się na 928. miejscu pod względem liczby ludności, natomiast pod względem powierzchni na miejscu 1017.).